# Louise Hay
Louise Lynn Hay (ur. 8 października 1926 w Los Angeles, zm. 30 sierpnia 2017 w San Diego) – amerykańska autorka poradników samorozwoju i książek motywacyjnych. Także wydawca – założycielka wydawnictwa Hay House. 
Najbardziej znana (także w Polsce) dzięki poradnikowi Możesz uzdrowić swoje życie (1984), który został przetłumaczony na ponad 30 języków i sprzedany w łącznym nakładzie ponad 50 mln egzemplarzy; na jego podstawie został także nakręcony film.

## Publikacje przetłumaczone na język polski
- Louise Hay: Możesz uzdrowić swoje życie. Wyd. 2. Warszawa: Medium, 1994, s. 236. ISBN 83-85312-58-7.

- Louise Hay: Lecz swoje ciało. Psychiczne podłoża fizycznych dolegliwości i metafizyczne sposoby ich przezwyciężania. Opole: Rebirthing, 1993, s. 80. ISBN 83-85494-08-1.

- Louise Hay: Pokochaj siebie, ulecz swoje życie. Ćwiczenia. Warszawa: Medium, 1994, s. 165. ISBN 83-85312-42-0.

- Louise Hay: Medytacje leczące duszę i ciało. Warszawa: Medium, 1998, s. 263. ISBN 83-86755-16-4.

- Louise Hay: Możesz to zrobić!. Jak korzystać z afirmacji, aby zmienić swe życie. Łódź: Ravi, 2004. ISBN 83-7229-105-5. Brak numerów stron w książce

- Louise Hay: Malując przyszłość. Od tragedii do szczęścia. Białystok: Studio Astropsychologii, 2012, s. 120. ISBN 978-83-7377-531-2.

- Louise Hay: Pokochaj swoje życie. Nauka skutecznych afirmacji z Louise Hay. Wyd. 2. Białystok: Studio Astropsychologii, 2011, s. 123. ISBN 978-83-7377-471-1.

- Louise Hay: Poznaj moc, która jest w tobie. Warszawa: Medium, s. 237. ISBN 83-85312-65-X.

- Louise Hay: Życie!. Refleksje na temat naszej drogi życiowej. Warszawa: Medium, s. 206. ISBN 83-87863-06-8.

- Louise Hay: Potęga myśli. Odnajdź siłę w sobie: karty. Białystok: Studio Astropsychologii, 2011. ISBN 978-83-7377-480-3. Brak numerów stron w książce